# マプサウルス
マプサウルス（Mapusaurus、"地球のトカゲ"の意）は、中生代後期白亜紀前期（約9,700万~9,350万年前）に生息した獣脚亜目の恐竜。全長10-12メートルに及ぶ、世界最大級の肉食恐竜である。同じく巨体を誇るカルカロドントサウルスやギガノトサウルスと近縁である。アルゼンチン中部で化石が発見された。

## 概要

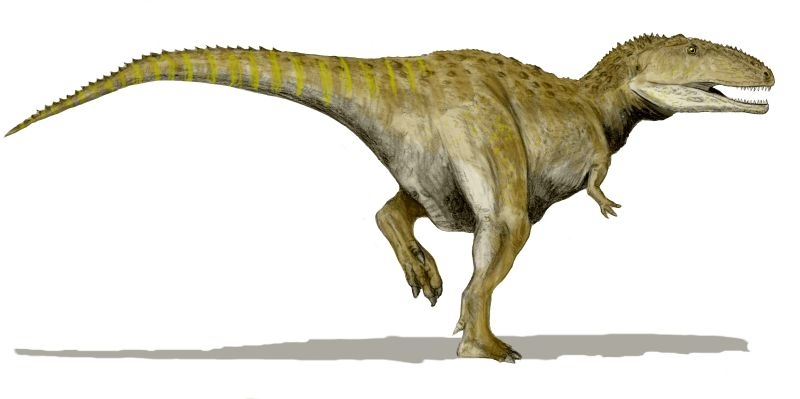
復元図

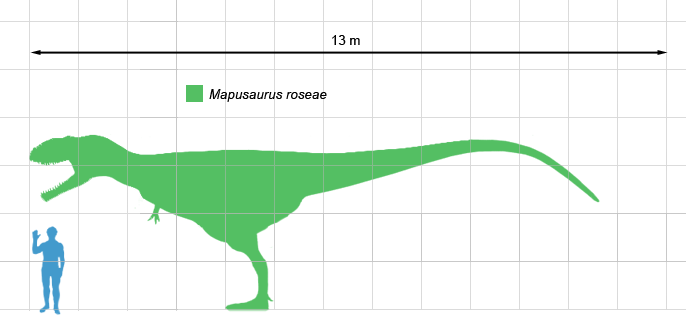
人とのスケールの比較

マプサウルスはゴンドワナ大陸に生息していた典型的な肉食恐竜の系統の代表的な種類である。そのなかまのギガノトサウルスなどとともに、1億年～9000万年前の南アメリカ大陸を支配した超大型獣脚類の繁栄を示している。
マプサウルスは比較的軽快な体形をした肉食恐竜で、重量型のギガノトサウルスとは対照的である。とはいえ、最大の個体は全長12mに達したと考えられ、これまでに発見されている中では最大の肉食恐竜のひとつである。頭骨は大きいが、大きな空洞や穴があるために、大きさのわりに軽い。頑丈な顎には鋭いナイフのような歯が並び、骨から肉を切りとることができただろう。
マプサウルスの発掘地では、300個以上の骨が発掘され、それはいろいろな成長段階を示す複数個体の骨からなっている。最小個体数のルールにしたがって、重複する同じ骨（マプサウルスの場合、脛骨）から少なくとも7個体の存在が確認できた。この事実と、マプサウルス以外の化石が見つかっていないことから、この化石産地はこれらの恐竜のふだんの生活を、ある断面で切りとったような状況を示していると考えられる。
大型の獣脚類はふつうは単独で発見され、2頭以上が一緒に見つかることは極めてまれである。しかし、マプサウルスの発掘地は、大型獣脚類の単一種の群集だけからなる極めてめずらしい産地であり、ウインクル層としては唯一のボーンベッド（骨の密集する地層）である。この産地から発掘された恐竜の骨はすべてマプサウルスで、その地層は半乾燥～乾燥気候の地域にあって、ある季節だけに水が流れる川の河川性堆積物である。分離した個々の骨はその堆積層の下層に集中しているが、その後の腐敗、大型動物によるトランポリング（ふみつけ）、再移動、圧密などの複雑な過程を経ている。
マプサウルスのもっとも小さい中足骨が示すその個体の全長は、他の獣脚類との比較から、約6メートルと推定される。同様に最大の腓骨から推定される最大の個体は全長約12メートルである。幼体の骨は、頑丈な成体の骨よりずっと細くきゃしゃであることは重要である。これらのことから、マプサウルスは若いときには軽くて足が速く、成体になると重く、あまり活動的でなかったと考えられる。
マプサウルスのような単一の大型肉食恐竜の群集は世界的にも極めてまれで、他にはカナダ・アルバータ州のアルバートサウルスのボーンベッドと、最近発見されたアメリカ・モンタナ州のダスプレトサウルスのボーンベッドが知られるのみである。マプサウルスのボーンベッドは、長期にわたってできたとも、短期間でできたとも、どちらにも解釈できる。しかし、肉食恐竜はつねに数が少なく、植物食恐竜はいつも多数が生息するという事実と、さらに成長段階の異なる多数の個体からなる単一種の集団という事実は、この地域にはマプサウルスという肉食恐竜の個体群が生息し、ある種の群れを形成していた可能性を示唆する。
一方で、干魃や洪水のような災害に巻き込まれた可能性や共食いの可能性（倒れた個体を食べるために各地から集まってきた）を排除できないため、明確な社会性を示すものではないとされる。
マプサウルスの全身復元骨格は2009年に国立科学博物館と大阪市自然史博物館で開催された「大恐竜展〜知られざる南半球の支配者」において公開された後、2011年より名古屋市科学館の生命館で常設展示化されている。

## 特徴

### 後肢
マプサウルスの後肢の形態は、ほかの獣脚類、とくにジュラ紀のアロサウルスなどの後肢に似ている。逆にティラノサウルスのようなローラシア大陸で優勢をほこった大型獣脚類とはいろいろな点で異なっている。この違いは、祖先の異なる、互いに似ていないふたつの大型獣脚類の系統が、それぞれの地で似たような生態的役割を担っていたことを示すものである。
大腿骨
マプサウルスの大腿骨はがっしりした長い骨で、広い間接面と筋肉の付着する強い稜をもっている。全体の形としては他の大型獣脚類の大腿骨に似ているが、わずかにS字型にまがる点でギガノトサウルスによく似ている。後肢と骨盤をつなぐ筋肉が付く稜（転子という）はとくに発達しており、その二足歩行と関連した強力な筋肉系があったことがわかる。
中足骨
同じように中足骨もたいへん頑丈である。上端にはかかとの骨との広い間接面が、下端には趾骨との間接面が、それぞれ存在する。中足骨の構造から、マプサウルスの足がとても幅広く、頑丈な作りになっていたことがわかる。これはもちろん約7トンにも達した体重を支える後肢全体の構造と一致している。

### 歯

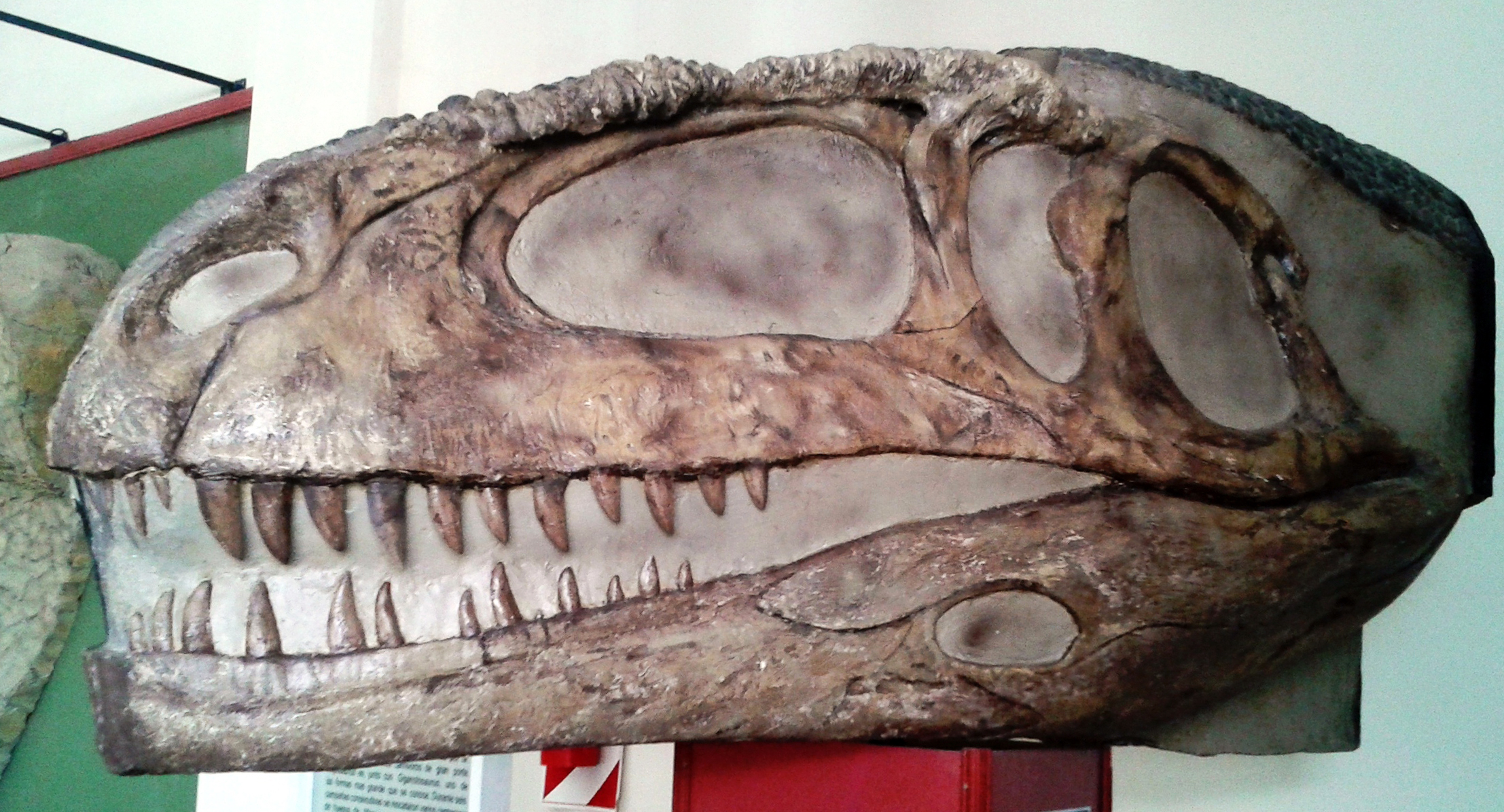
頭蓋骨

マプサウルスのボーンベッドからは大きさの異なったたくさんの歯も見つかっている。いずれも、刃が鋭く先のとがったナイフのような形をした典型的なカルカロドントサウルス型の歯である。表面のエナメル質はなめらかで厚く、前後の刃にそって短いシワが平行に並んでいる。これはゴンドワナ大陸に生息したカルカロドントサウルス類に特有の特徴だが、その機能についてはよくわかっていない。マプサウルスとギガノトサウルス、カルカロドントサウルスの歯は互いによく似ており、同じグループに分類される根拠のひとつとなっている。3種とも同じような生態をしていたことは明らかである。カルカロドントサウルス類の歯はパタゴニア地方の白亜紀中頃の地層から比較的よく見つかることから、広い地域に分布していたと考えられる。
マプサウルスの歯はティラノサウルスのような他の大型獣脚類と比べると違いがよくわかる。ティラノサウルス類の歯は大きく頑丈で、ギザギザのついた鋭い刃をもち、幅広でぶ厚い。一方、マプサウルスを含むカルカロドントサウルス類の歯は非常に細長く、厚さも薄いが、刃の鋭さは変わらない。このような違いは、ふたつのグループの生態的な違いを反映しているかもしれない。つまり、ティラノサウルスの大きく頑丈な歯は、骨を破砕するための特殊化であり、一方、マプサウルスなどの歯は華奢で、肉を切りとるためか、あるいは深いキズを負わせて出血死させるための特殊化との考えもある。